# Plectrocnemia hirayamai
Plectrocnemia hirayamai là một loài Trichoptera trong họ Polycentropodidae. Chúng phân bố ở miền Cổ bắc.